# 侍講
侍講，中國古代職官名稱。

## 沿革
始見於東漢，僅為隨侍皇帝或太子、講授經義的人員。三國時期始為正式職官，無定員，以明習經學的儒者充任。南北朝各朝有沿襲設置，齊、梁皆設為東宮屬官。

### 唐朝
唐朝開元二十四年（736年）規定未出閣的王子皆設侍講，以現任官員充任；唐德宗於中書省集賢院設侍講，貞元六年（790年）裁撤。

### 宋朝
北宋置侍講，選授有學術之學士、侍從，職責為經筵、太子進講及顧問經史，元豐改制時定為正七品。

### 明朝
明朝洪武十八年（1385年）於翰林院置侍講2員，即翰林院侍講，秩從五品，掌講讀經史，品秩及職掌與侍讀相同，但位在侍讀之後。
永樂年間，特簡侍讀、侍講入值文淵閣參與機要政務，稱為「閣臣」，但不屬內閣職官，也不得與奏事官員溝通關說。

### 清朝
清朝沿置翰林院侍講，內閣侍讀學士出缺時，翰林院侍講有奏補資格。
順治元年（1644年）定為正六品，置2員，皆為漢缺。十五年（1658年）增置漢缺1人，共3員。康熙九年（1670年）增置滿缺3人，共6員。雍正三年（1725年），改品秩為從五品。乾隆五十年（1785年），裁減滿缺1人，定為滿2員、漢3員。光緒二十九年（1903年）各增置1人，定為滿3員、漢4員。宣統元年（1909年）改品秩為從四品。
翰林院侍講為翰林、詹事專缺，由翰林院修撰、編修、檢討、詹事府左右中允、左右贊善升補。例外於翰詹不敷升轉時，以部院進士出身司員升用，稱為「外班翰林」。
翰林院侍講職掌協助典籍纂修、撰述，起擬祝文、祭文、冊文、碑文等，並於經筵時值勤隨侍，選值南書房，選充尚書房教習，纂修實錄、史志時充提調官、纂修官、協修官等職位。